# 札幌站

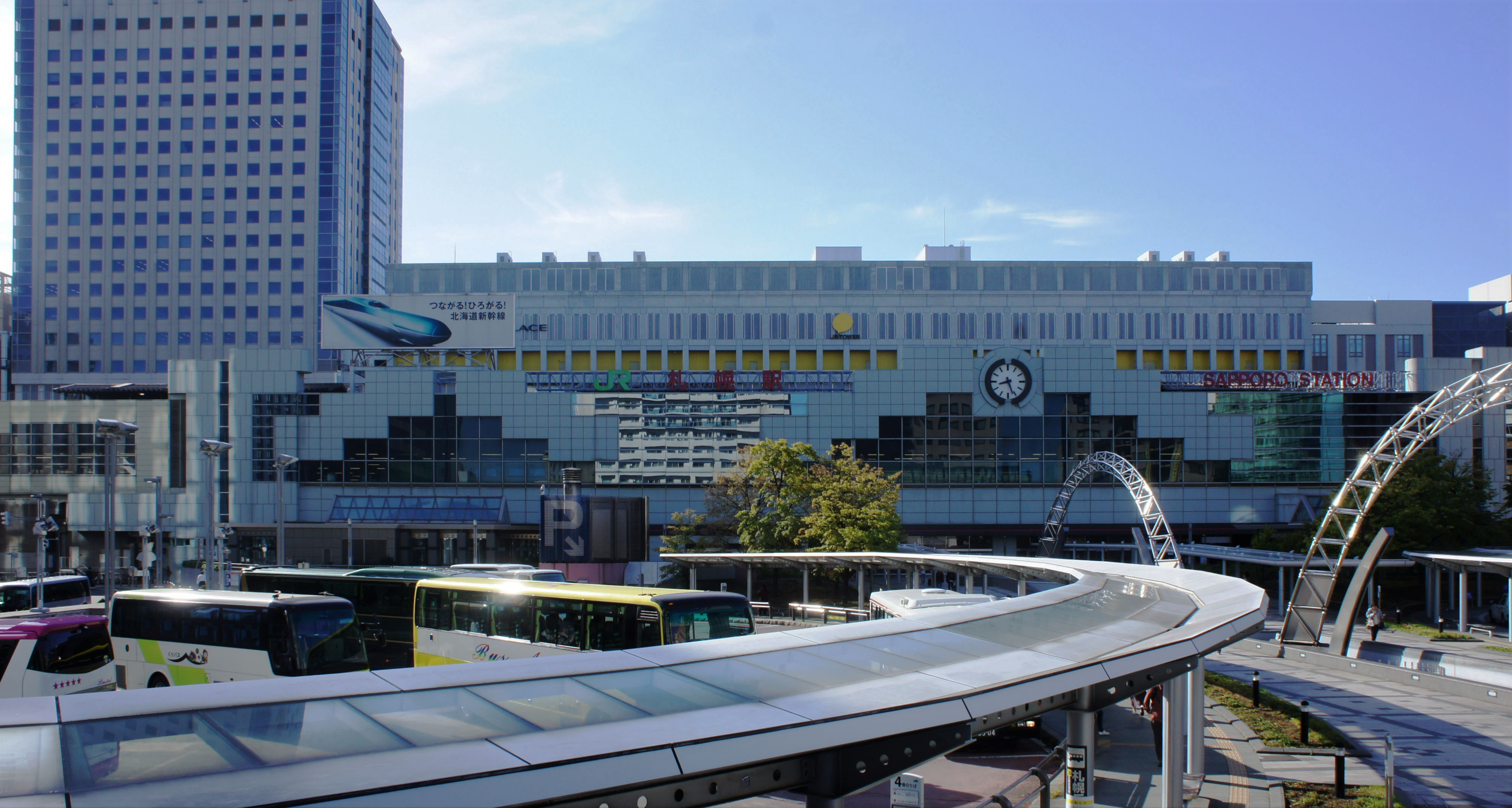
北口（2018年9月）

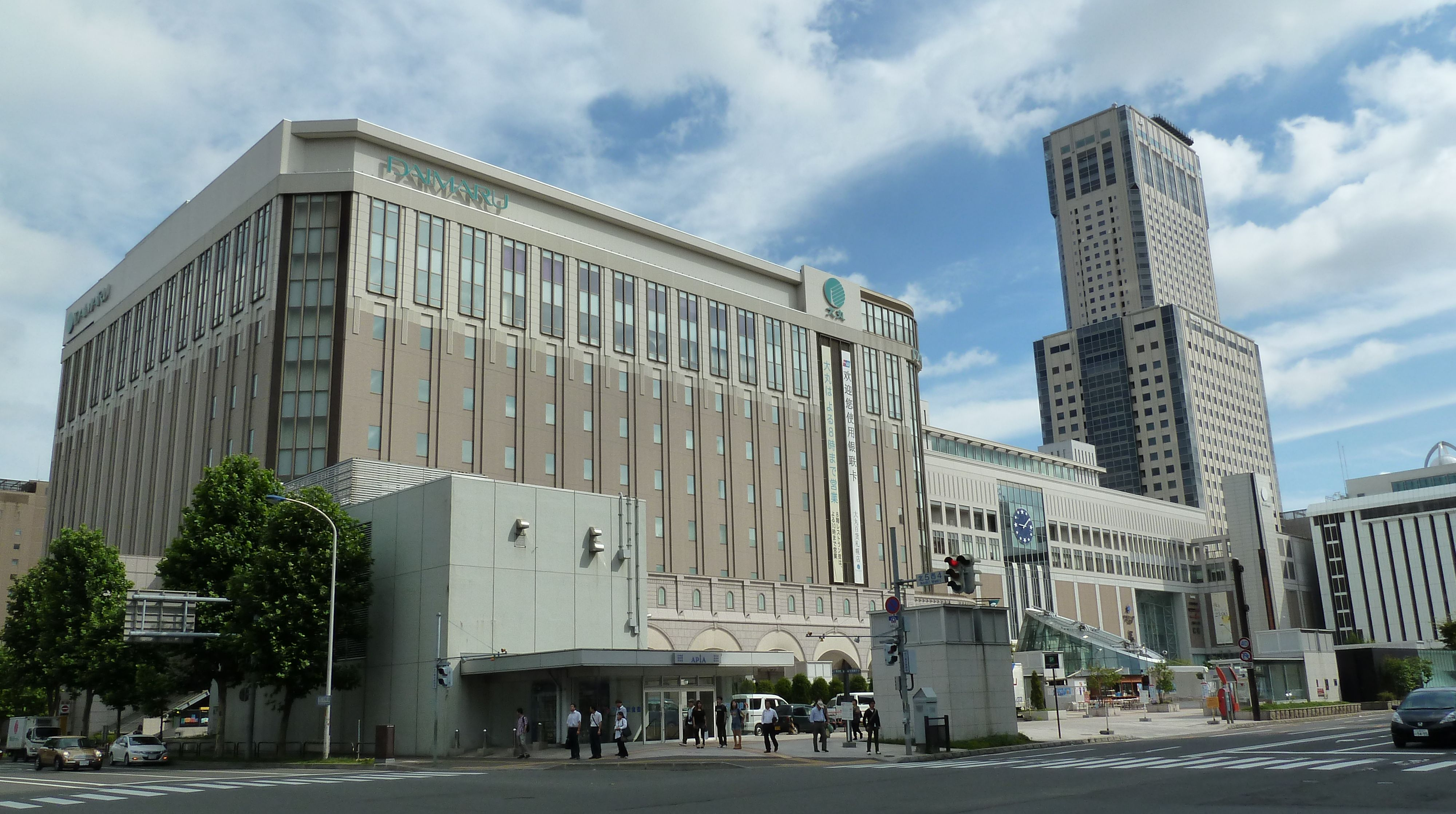
南口的大丸札幌店（2011年8月）

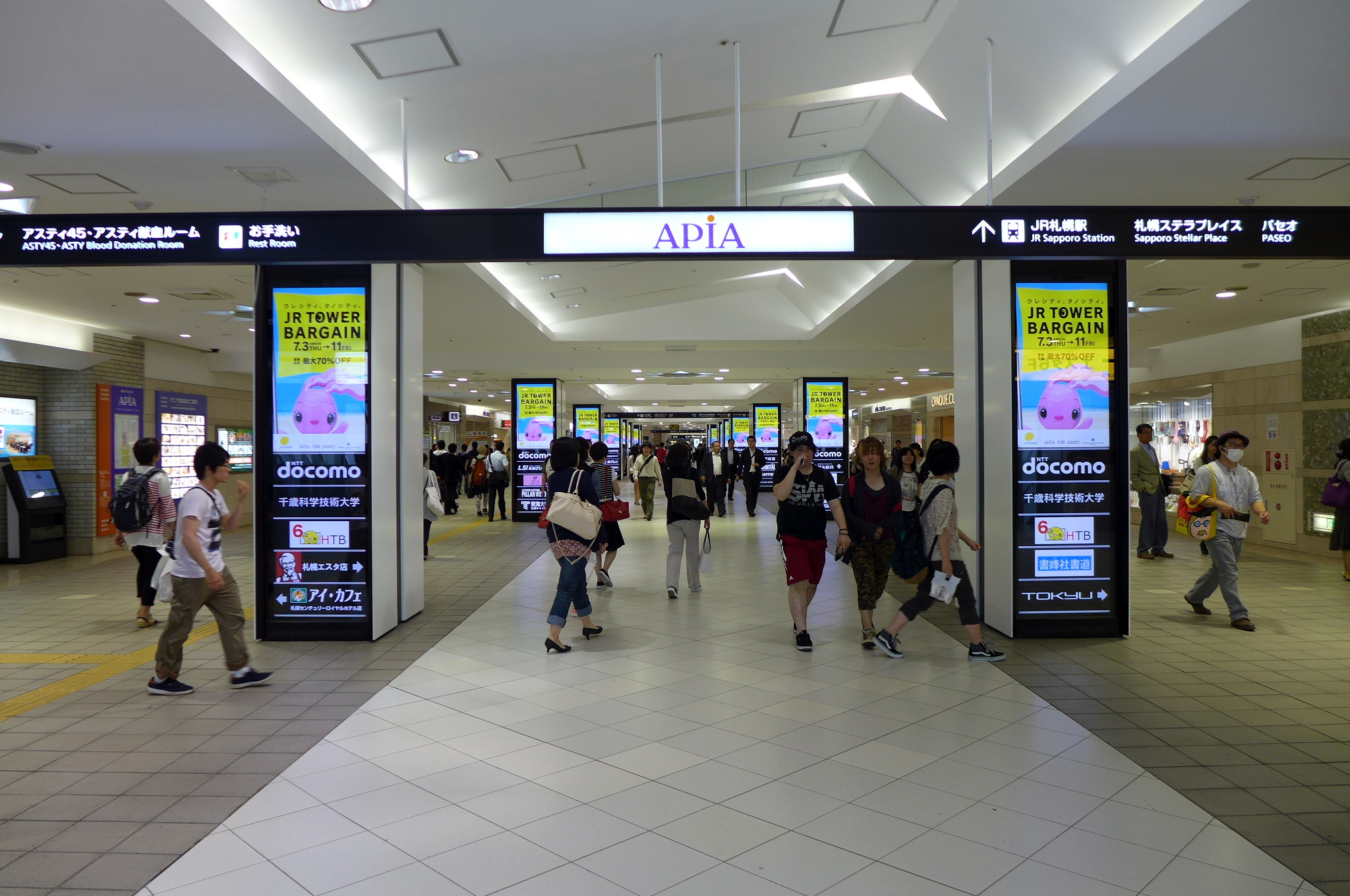
JR札幌車站地下一樓與地下鐵札幌站之間的APIA地下街

札幌站（日语：〔〕／〔〕 Sapporo eki */?）是位於日本北海道札幌市北區，由北海道旅客鐵道（JR北海道）所經營的鐵路車站。函館本線、千歳線（千歲線的實際起點位於白石車站，但所有行駛該線的列車都是自札幌起訖）與札沼線（又名學園都市線，其實際起點是桑園車站，狀況與千歲線相同）皆在本站停靠。整個車站建築體除了車站站房與月台之外，還包含了JR塔大樓（JR Tower）、數家百貨公司與地下街，構成一龐大的站區。
除了幾條JR路線外，札幌市交通局在車站南邊一小段距離的地底下設有大型的地下鐵車站札幌車站，但其日文名是以平假名書寫（さっぽろ駅），與使用漢字的JR札幌車站不同。地下鐵札幌車站是南北線與東豐線的轉運車站。JR札幌車站的使用人次則為北海道之首。

## 車站構造
本站在1990年全面高架化。由於位於豪雪地帶，軌道與月台完全以屋頂覆蓋，屋頂設有複合商業設施「JR Tower Square」的停車場。本站的月台配置為島式月台5面10線，外加一條沒有月台的副線（11號線），一部分回廠列車在此到發，夜間與時刻表混亂時作為車輛留置之用。

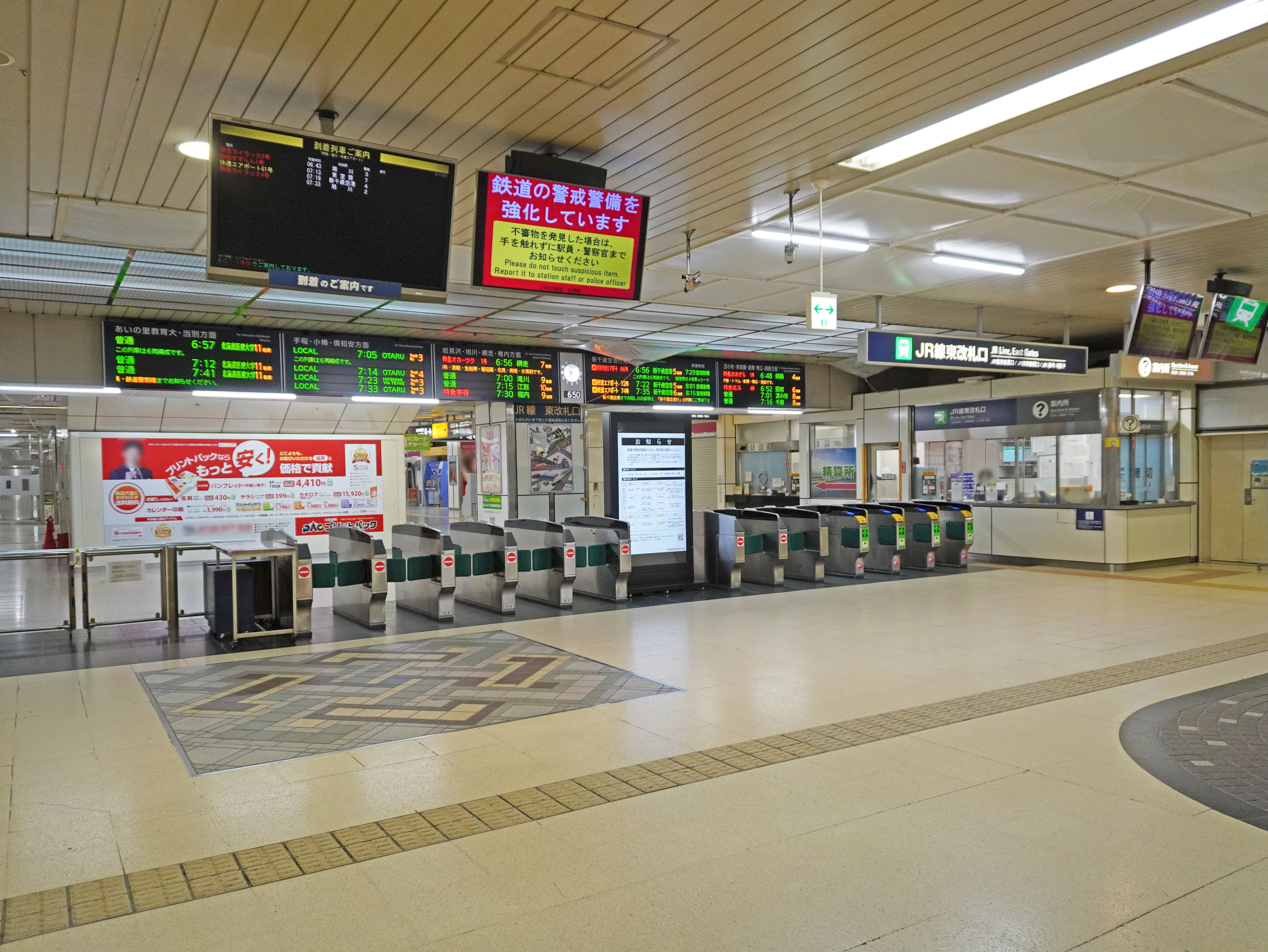
東驗票閘口（2023年1月）
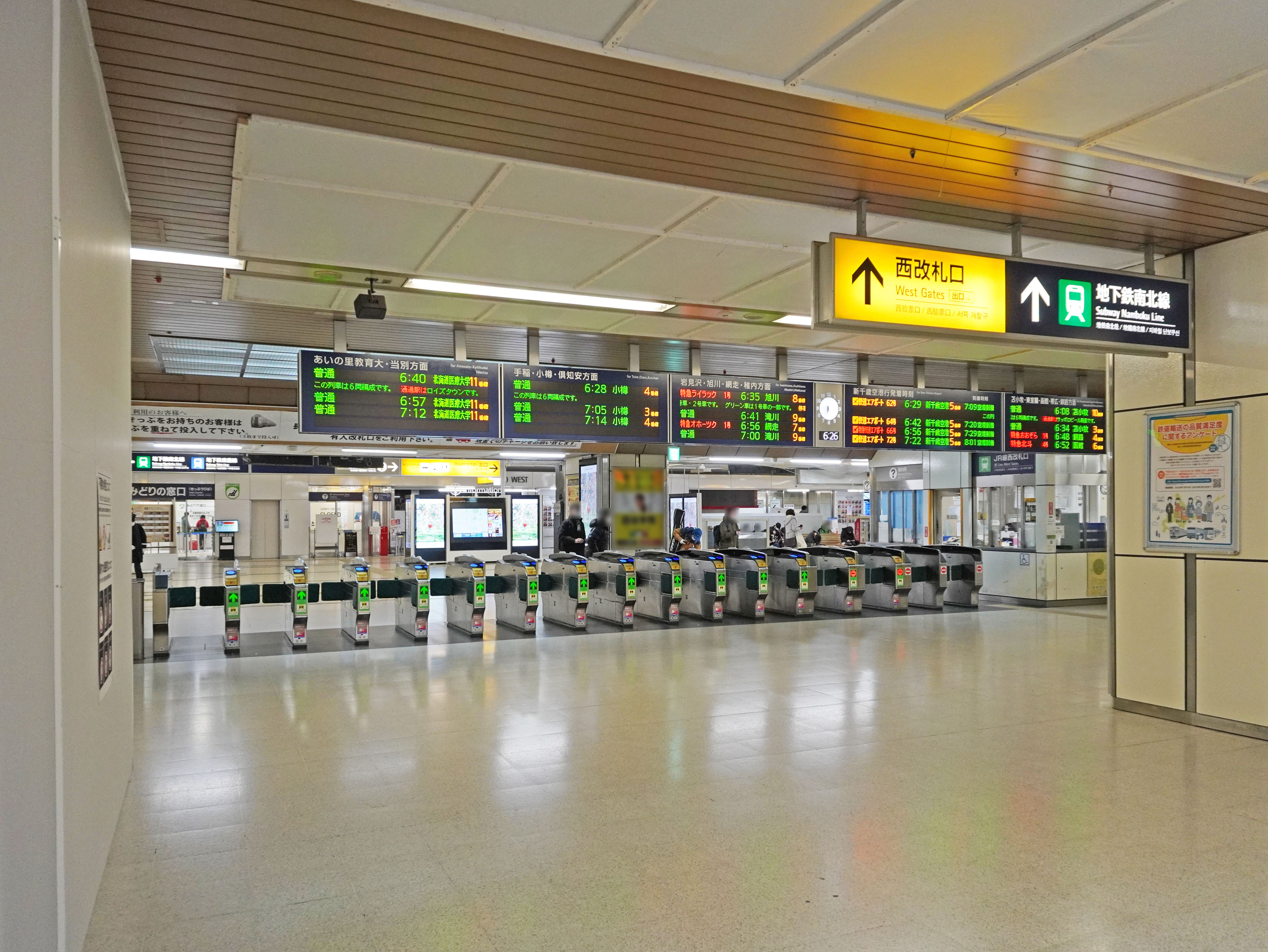
西驗票閘口（2023年1月）
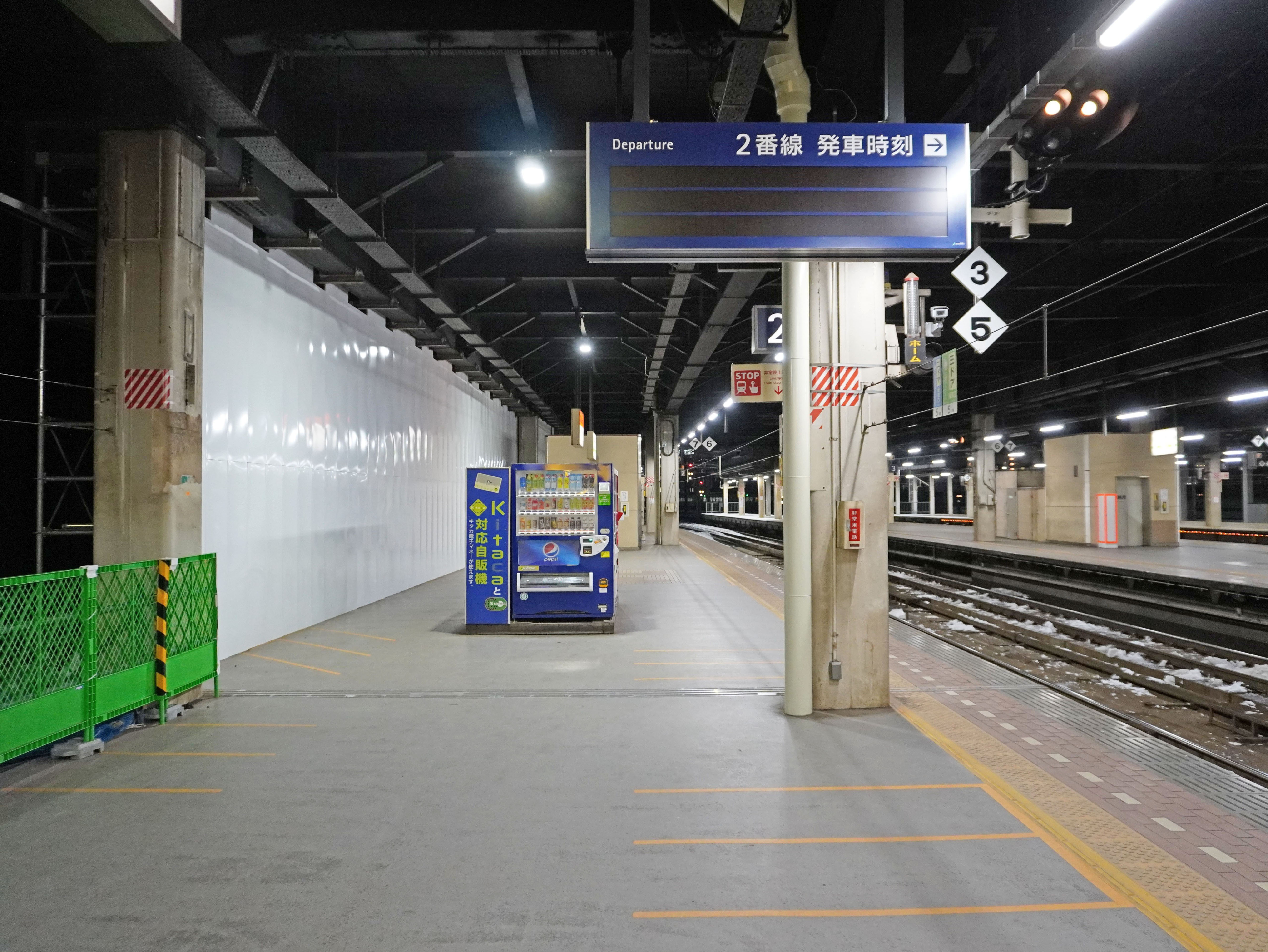
函館本線2號月台（2023年1月）
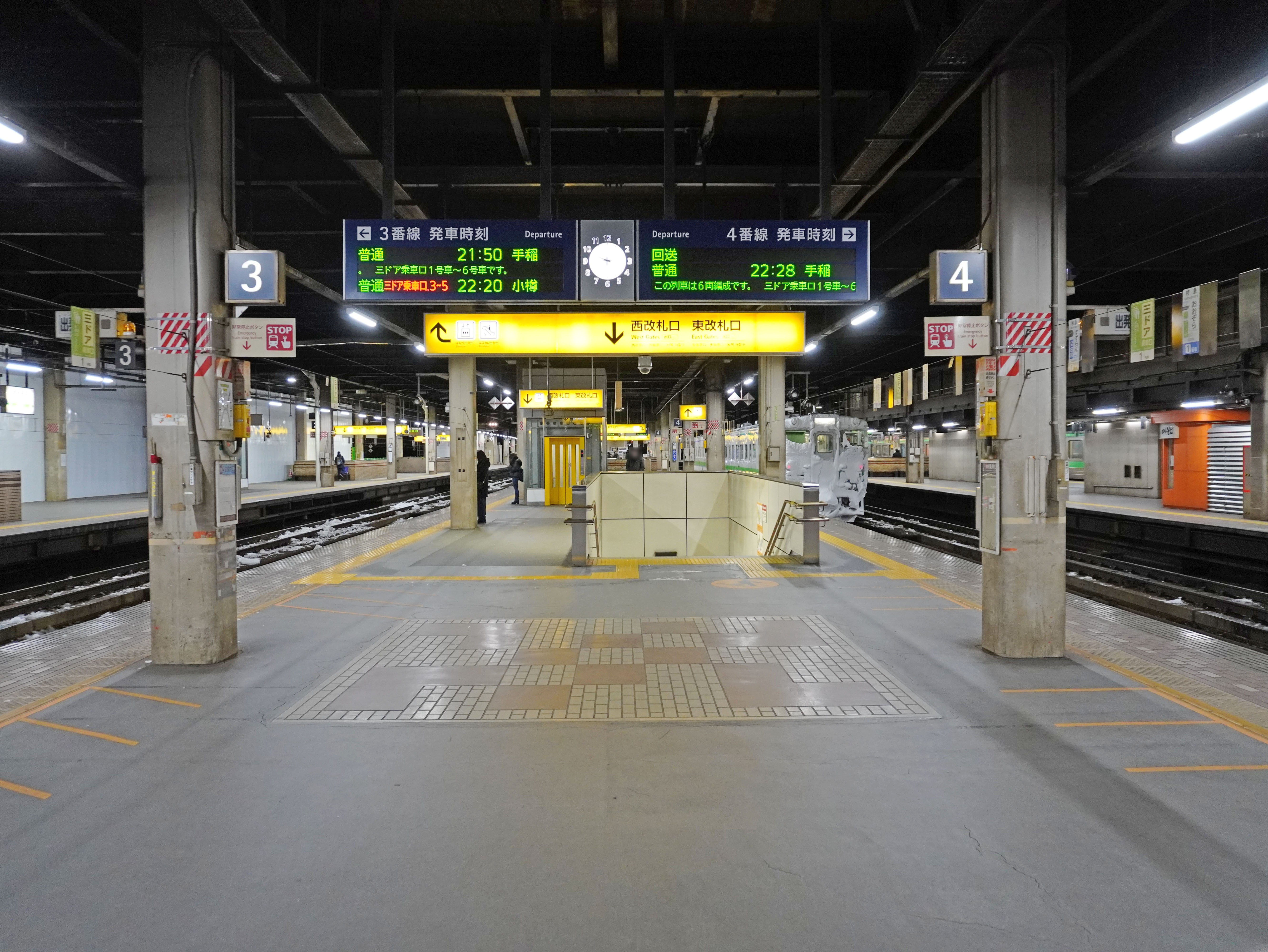
函館本線3號與4號月台（2023年1月）
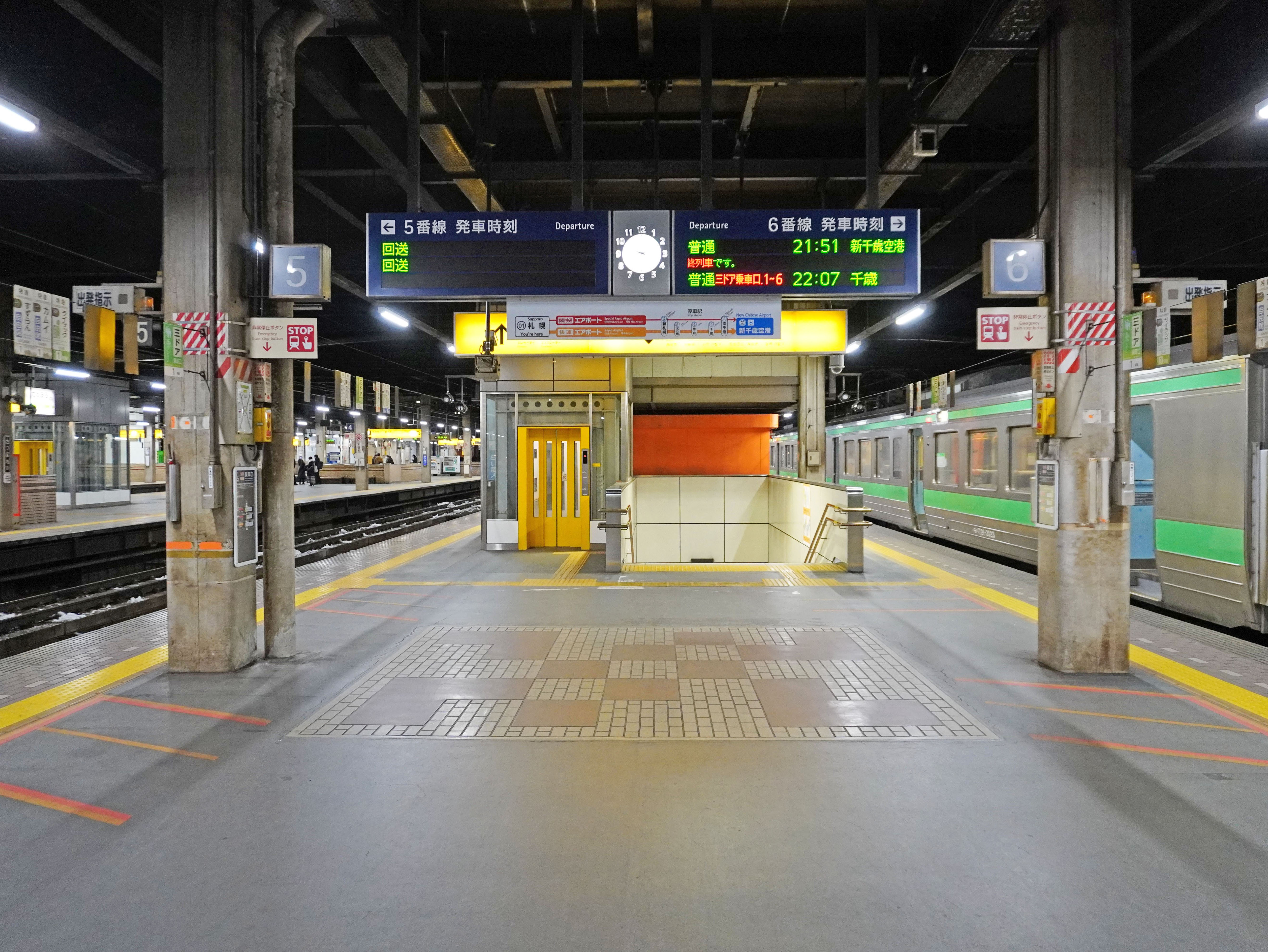
千歲線5號與6號月台（2023年1月）
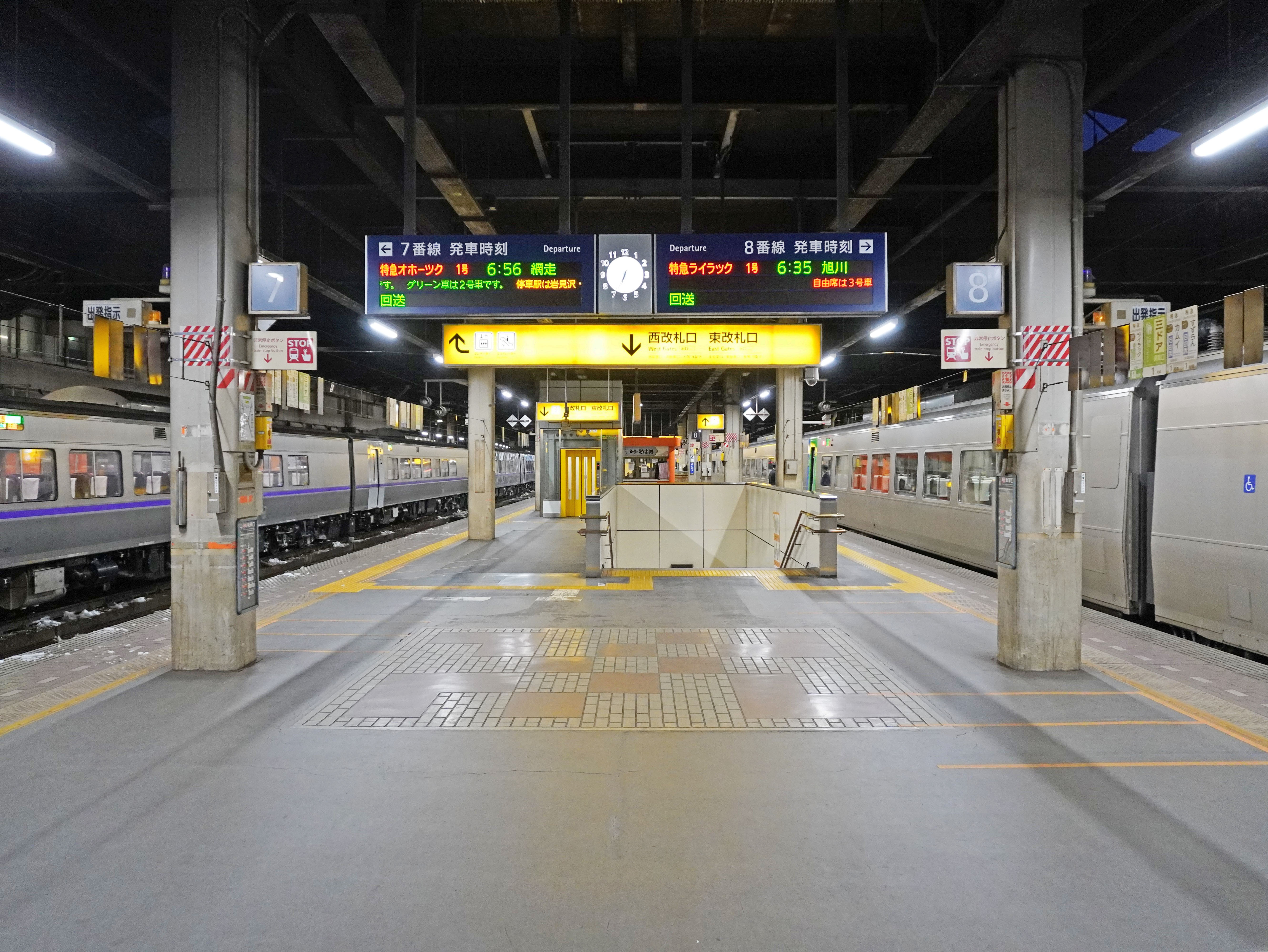
千歲線7號與8號月台（2023年1月）
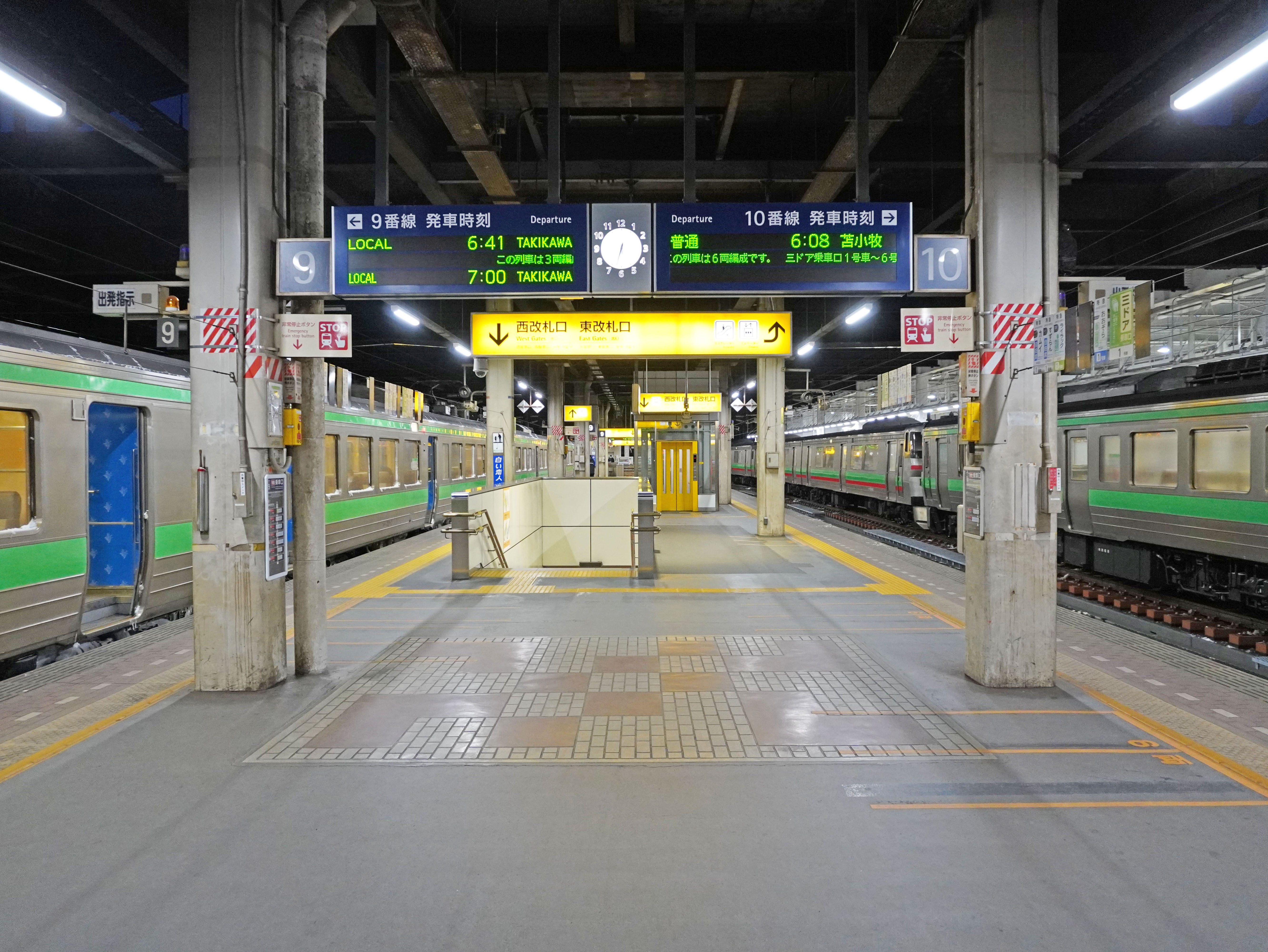
函館本線9號與10號月台（2023年1月）
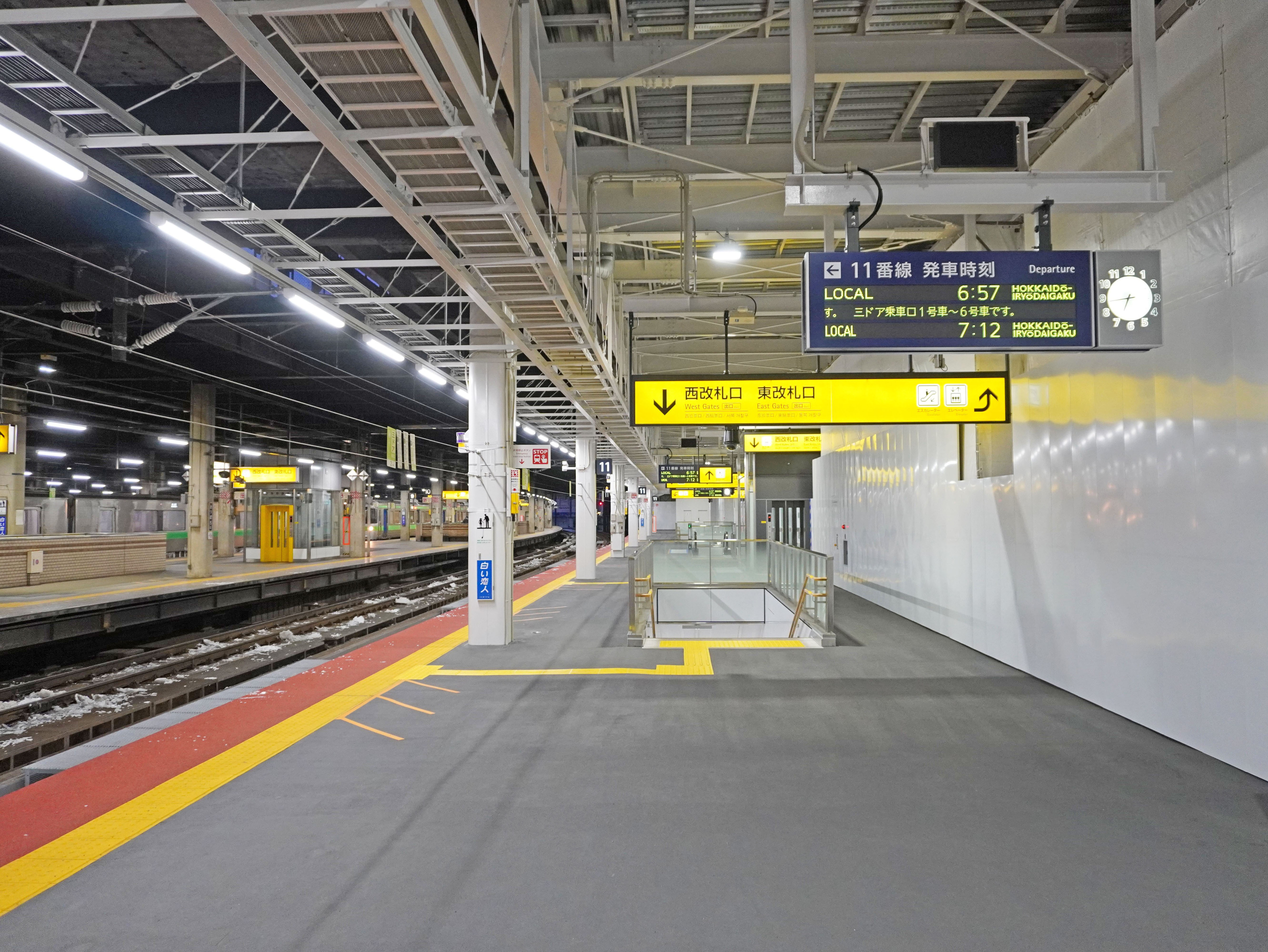
札沼線11號月台（2023年年1月）

### 月台配置
大概按照以下所示方式運用，但未有明確的區分。
| 月台  | 路線                  | 方向                                               | 目的地                                             |
| ----- | --------------------- | -------------------------------------------------- | -------------------------------------------------- |
| 2 - 4 | ■函館本線             | 上行                                               | 手稻、星見、小樽方向                               |
| 5 - 8 | ■千歲線               | 上行                                               | 千歲、新千歲機場、苫小牧方向                       |
| 9・10 | ■函館本線             | 下行                                               | 江別、岩見澤、瀧川、旭川方向                       |
| 11    | ■札沼線（學園都市線） | ■札沼線（學園都市線）                              | 愛之里公園、當別、北海道醫療大學方向               |
|       | 北海道新幹線          | 新函館北斗、新青森、盛岡、仙台、東京方向(尚未通車) | 新函館北斗、新青森、盛岡、仙台、東京方向(尚未通車) |

## 相鄰車站
※特急、急行列車的停車站參見各列車條目。
北海道旅客鐵道（JR北海道）
■■函館本線、■千歲線（千歲線至白石為止為函館本線）
□Home Liner (已停駛)
手稻（S07）－札幌（01）
■快速「Niseko Liner」 (已停駛)
琴似（S03）－札幌（01）
■特别快速「Airport」
琴似（S03）－札幌（01）－新札幌（H05）
■快速「Airport」
琴似（S03）－札幌（01）－（一部分停靠白石站（H03））－新札幌（H05）
■区間快速「石狩Liner」 (已停駛)
琴似（S03）－札幌（01）（－苗穗（H02））
（桑園（S02）－）札幌（01）－白石（H03）
■普通
桑園（S02）－札幌（01）－苗穗（H02）
■札沼線（學園都市線至桑園站為止為函館本線）
札幌（01）－桑園（S02）
北海道新幹線（建設中）
新小樽（臨時名稱）－札幌

## 外部連結
- JR北海道札幌站 （页面存档备份，存于）（日語）
- 札幌站車站指南網站（日語）
- 札幌站車站地圖 （页面存档备份，存于）（日語）
- 北海道故鄉的車站（北海道新聞社）（日語）

43°4′8″N 141°21′3″E / 43.06889°N 141.35083°E